# To Our Children's Children's Children
To Our Children's Children's Children es el quinto álbum de estudio de la banda británica The Moody Blues, publicado en noviembre de 1969 a través de Threshold Records.
«Watching and Waiting» fue publicado como sencillo para promocionar el álbum, pero fue un fracaso comercial. Por otro lado, «Gypsy (Of a Strange and Distant Time)» se convirtió en una canción favorita de los fanáticos y las estaciones de radio, a pesar de que nunca se lanzó como sencillo, y permaneció en el repertorio de canciones de la banda durante la década de 1970.

## Antecedentes
El álbum fue publicado por primera vez en el sello discográfico recién formado, Threshold Records, que lleva el nombre del álbum anterior de la banda del mismo año, On the Threshold of a Dream. Fue inspirado por el aterrizaje en la Luna de 1969. En la canción de apertura, «Higher and Higher», efectos de sonido del lanzamiento de un cohete dan inicio a la canción y duran aproximadamente un minuto.

## Lanzamiento
Si bien el sencillo «Watching and Waiting» fracaso en el mercado, To Our Children's Children's Children fue bien recibido por la crítica y se vendió bien, alcanzando el puesto #2 en el UK Singles Chart y el puesto #14 en el Billboard 200.
El álbum fue uno de los escuchados, en casete, por la tripulación del Apollo 15 en 1971.

## Lista de canciones
| Lado uno |                                            |                    |          |  |
| N.º      | Título                                     | Escritor(es)       | Duración |  |
| 1.       | «Higher and Higher»                        | Graeme Edge        | 4:06     |  |
| 2.       | «Eyes of a Child I»                        | John Lodge         | 3:23     |  |
| 3.       | «Floating»                                 | Ray Thomas         | 3:01     |  |
| 4.       | «Eyes of a Child II»                       | Lodge              | 1:21     |  |
| 5.       | «I Never Thought I'd Live to Be a Hundred» | Justin Hayward     | 1:05     |  |
| 6.       | «Beyond»                                   | Edge               | 2:58     |  |
| 7.       | «Out and In»                               | Mike Pinder, Lodge | 3:46     |  |

| Lado dos |                                            |                 |          |  |
| N.º      | Título                                     | Escritor(es)    | Duración |  |
| 1.       | «Gypsy (Of a Strange and Distant Time)»    | Hayward         | 3:33     |  |
| 2.       | «Eternity Road»                            | Thomas          | 4:18     |  |
| 3.       | «Candle of Life»                           | Lodge           | 4:17     |  |
| 4.       | «Sun Is Still Shining»                     | Pinder          | 3:37     |  |
| 5.       | «I Never Thought I'd Live to Be a Million» | Hayward         | 0:33     |  |
| 6.       | «Watching and Waiting»                     | Hayward, Thomas | 4:15     |  |

## Créditos
Créditos adaptados desde las notas del álbum.
The Moody Blues
- Justin Hayward – voz principal y coros (5, 8, 10, 12, 13), guitarras, sitar
- John Lodge – voz principal y coros (2, 4, 10), guitarra acústica, bajo eléctrico, arpa
- Ray Thomas – voz principal y coros (3, 9), flauta, pandereta, oboe
- Graeme Edge – batería, percusión
- Mike Pinder – voz principal y coros (1, 7, 11), Mellotron, piano, EMS VCS 3, órgano Hammond, guitarra acústica, celesta, contrabajo

## Posicionamiento
| Gráficas (1969–70)             | Pico de posición |
| ------------------------------ | ---------------- |
| Reino Unido (UK Albums Chart)  | 2                |
| Estados Unidos (Billboard 200) | 14               |